# Recurs d'ús comú

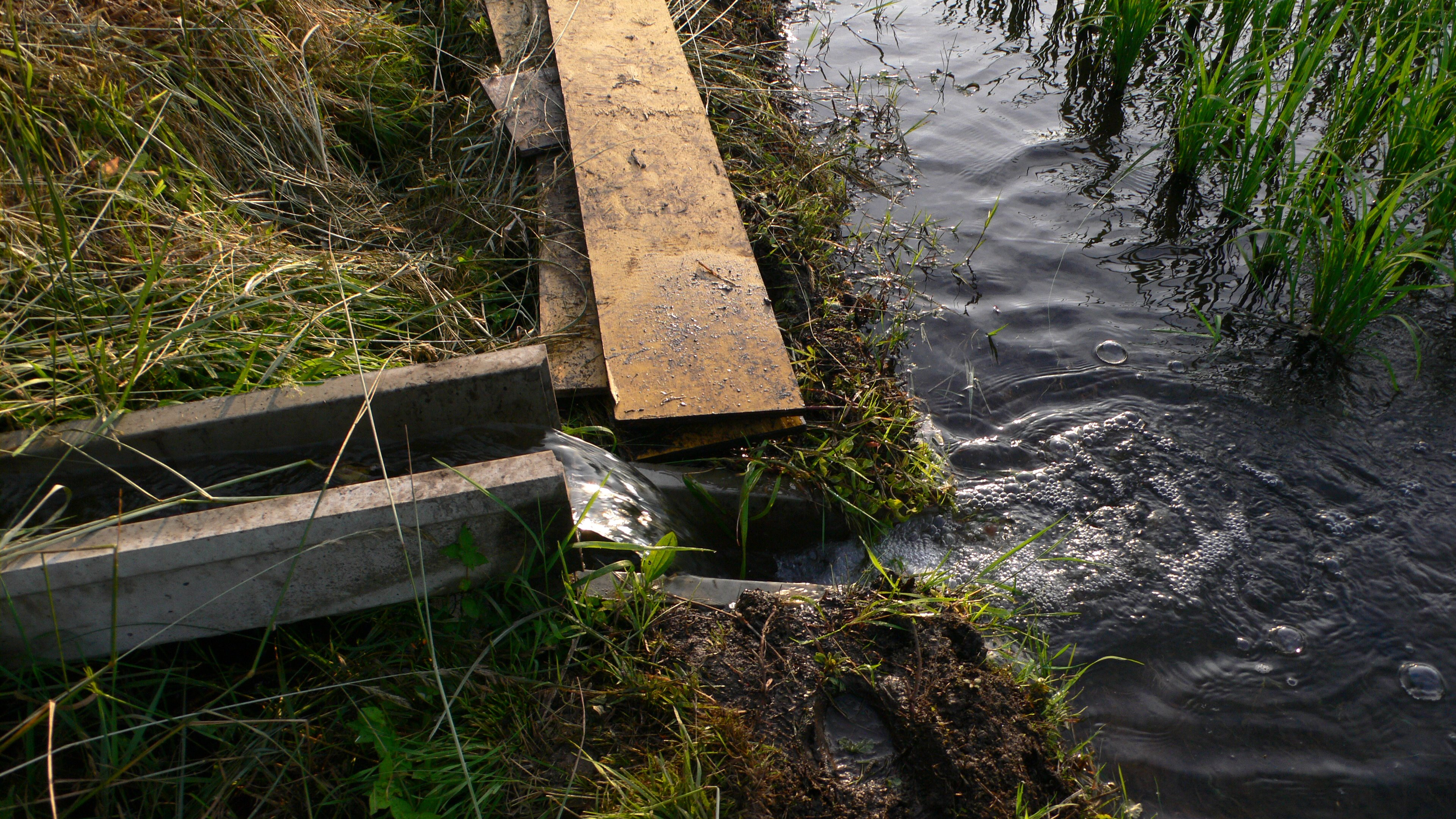
Les masses d'aigua són un típic exemple de recurs d'ús comú.

Un recurs d'ús comú (RUC) és un tipus de recurs, natural o produït pels humans, que forma part d'un sistema que, a causa de les seves dimensions o característiques, és gairebé impossible excloure algunes persones del seu ús o apropiació. A la vegada, quan una persona usa o s'apropia d'un d'aquests recursos, redueix la capacitat de fer-ho d'una altra persona.
Els recursos d'ús comú són sovint sobreexplotats i sobreutilitzats, la qual cosa redueix l'eficiència del sistema i pot provocar-ne el col·lapse. Aquest fenomen s'ha anomenat la tragèdia dels comuns.

## Característiques
Els recursos d'ús comú consten de dues variables interrelacionades: els sistemes de recursos i les unitats de recurs. La primera explica com es proveeixen els recursos, mentre que la segona fa referència als recursos que produeix el sistema. El sistema de recursos pot ser utilitzat per diverses persones, però les unitats de recurs s'utilitzen de manera individual. Per exemple, les biblioteques públiques són sistemes de recursos i els llibres que s'hi presten són unitats de recurs.

### Sistema de recursos
Els recursos d'ús comú es troben en 'sistemes de recursos' que, en condicions favorables, produeixen un flux variable de recursos que pot ser apropiat per individus, grups, empreses o estats. Així mateix, hi ha una quantitat màxima de recursos per sistema, i si se sobrepassa aquesta quantitat, es poden ocasionar perjudicis tant en els recursos com en el propi sistema. En relació als recursos renovables, és necessari mantenir un equilibri entre el flux que el sistema produeix i la seva explotació per tal que es conservin al llarg del temps. Alguns exemples de sistemes de recursos són les àrees de pesca, els canals de rec, les àrees d'estacionament, els oceans, llacs i altres cossos d'aigua; que ofereixen peixos, aigua, aparcament, o diversos recursos a la vegada.
L'accés al sistema pot limitar-se a un sol individu, grup o empresa, però els costos de controlar-ne l'accés solen ser molt elevats. Així doncs, aquests sistemes tendeixen a ser d'accés obert. Això implica que tant el manteniment del sistema com la seva millora, repercutiran en benefici de tots els apropiadors, independentment de si hi han contribuït o no. Per aquest motiu, els sistemes de recursos d'ús comú tenen el problema del polissó.

### Unitats de recurs
Les unitats de recurs són els béns o serveis del sistema de recursos que els individus utilitzen o s'apropien. Alguns exemples són les tones de peix que els pescadors capturen en una àrea de pesca, els metres cúbics que els agricultors extreuen d'un canal de rec, el nombre d'aparcaments ocupats, o les vegades que un conductor creua un pont. L'ús o apropiació d'un d'aquests recursos impedirà que una altra persona gaudeixi del mateix. Per exemple, quan un vehicle és estacionat en un aparcament, impedeix que altres vehicles puguin aparcar-hi; o bé, quan es capturen peixos del mar, aquests ja no poden ser capturats per altres pescadors. S'anomena "apropiació" el procés de sostracció dels recursos.

## Actors
Els actors que participen en un sistema de recursos són els apropiadors, proveïdors, productors i usuaris, segons el rol que hi desenvolupen.

### Apropiador
Són apropiadors els que, en un sistema de recursos, extreuen o usen els recursos del sistema. Alguns exemples són els pescadors, regadors o caçadors de bolets. Aquests actors poden utilitzar els recursos per a l'autoconsum, per transferir-los directament a una altra persona (com podria ser la venda directa del peix al port) o també com a entrada a processos de producció (com ara l'ús d'aigua en l'agricultura). Diversos factors influeixen en la manera en què actua un apropiador, entre els quals hi ha els beneficis i costos esperats, les normes de comportament, les previsions sobre l'estat del sistema, la seva situació econòmica i la conducta de la resta d'apropiadors. Un apropiador és qualificat d'oportunista quan ignora les normes de comportament i actua únicament en interès propi. Els apropiadors poden utilitzar estratègies de contingència per evitar les conductes oportunistes.

### Proveïdor i productor
El proveïdor és l'encarregat de proveir els recursos d'ús comú, mentre que el productor és qui realitza el manteniment del sistema. Proveïdors i productors poden ser les mateixes persones, però no necessàriament. A tall d'exemple, la construcció d'un aeroport pot realitzar-la un Estat, mentre que el manteniment de la infraestructura pot recaure en les companyies que l'exploten. En aquest cas, el proveïdor és l'Estat i el productor, les companyies.

## Política
Els beneficis globals són generalment majors quan els apropiadors actuen de manera organitzada. Ara bé, els costos de transformar una situació de desorganització a una situació en què els apropiadors actuen de manera coordinada poden ser molt alts. A més, el debat i la coordinació és un bé col·lectiu, per tant, un cop produïda la transformació no es pot privar ningú dels beneficis, per la qual cosa es dona també el problema del polissó. Per tal de promoure l'acció col·lectiva s'han proposat tres teories: la teoria de l'Estat, la teoria de l'empresa i teoria de l'autoorganització.